# Fabien Laurenti
Fabien Laurenti (* 1. Juni 1983 in Marseille) ist ein ehemaliger französischer Fußballspieler.
Fabien Laurenti startete seine Karriere als Profifußballer im Jahr 2001 in seiner Heimatstadt bei Olympique Marseille. Bei diesem französischen Topclub konnte sich der Verteidiger jedoch nicht durchsetzen und kam in den folgenden drei Jahren nur auf 16 Einsätze in der ersten Liga. Anschließend zog es ihn zum AC Ajaccio, wo er auf über 100 Einsätze in drei Spielzeiten kam, ehe er im Sommer 2007 einen Vertrag beim französischen Erstligisten RC Lens erhielt.
In Lens erkämpfte er sich einen Stammplatz in der Abwehr, konnte den Abstieg in die Ligue 2 in der Saison 2007/08 jedoch auch nicht verhindern. 2009 schaffte er mit dem Verein den direkten Wiederaufstieg. In der neuen Erstliga-Saison 2009/10 konnte er sich aber keinen Stammplatz mehr erkämpfen, daher wurde er in der Winterpause für ein halbes Jahr an den Zweitligisten Stade Brest ausgeliehen. Im Sommer 2010 schloss er sich dem Erstliga-Aufsteiger AC Arles-Avignon an. Sein im Sommer 2012 auslaufender Vertrag wurde nicht verlängert.
Laurenti blieb ein Jahr vereinslos, ehe er im Sommer 2013 vom Viertligisten US Le Pontet verpflichtet wurde. Zur Saison 2014/15 schaffte er den Sprung in die Drittklassigkeit, da er beim Aufsteiger GS Consolat aus seiner Heimatstadt Marseille einen Vertrag erhielt.